# Bakuman
A Bakuman (バクマン。) 2008 és 2012 között kiadott japán manga, melyet a Death Note alkotói készítettek: Óba Cugumi írta és Obata Takesi illusztrálta. A történet Masiro Moritaka és Takagi Akito középiskolás diákokat követi, akik mangakává szeretnének válni. Akito a történetet írja, Moritaka pedig rajzol. A manga magáról a mangakává válás folyamatáról, nehézségeiről szól, szereplőinek egy része hasonlít a Súkan Sónen Jump valós szerkesztőihez és szerzőihez, és a történetben említett mangák is ebben a magazinban jelentek meg. A Bakumanból animesorozat, regény, videójáték és élő szereplős film is született.
A mangából 2014 májusáig 15 millió példány fogyott, az élőszereplős film vezette a nézettségi listát.